# بيخويه
بيخويه (بالفارسية: بيخويه) (بالإنجليزية: Bikhuyeh)‏، قرية في قسم درزوسابيان الريفي، الناحية المركزية، مقاطعة لارستان، محافظة فارس، إيران. يبلغ عدد سكانها حسب إحصاء عام 2006 ميلادية 309 نسمة في 61 عائلة.